# Mariam-uz-Zamani
Mariam-uz-Zamani (nota anche come Jodha Bai e Wali Nimat Begum; Regno di Amer, 1542 – Agra, 19 maggio 1623) è stata una principessa indiana, consorte favorita dell'imperatore Moghul Akbar e madre del suo successore Jahangir.
A differenza delle consorti Moghul che la precedettero, Mariam era una nativa indiana, appartenente alla tribù dei Rajput, ed era quindi di religione indù piuttosto che islamica. Data in sposa ad Akbar per esigenze politiche, ne divenne la consorte principale e più amata, e fu fondamentale nel modellare le politiche di tolleranza religiosa e culturale del marito.
Descritta come dotata di non comune bellezza, grazia, gentilezza e intelligenza, godette di una posizione di alto rango a corte, anche a causa del suo essere la madre dell'erede presunto, ed esercitò una profonda influenza su Akbar, che non di rado la consultava sugli affari di Stato, e sul resto della corte Moghul, alla quale introdusse una serie di usanze indiane.

## Nomi e titoli

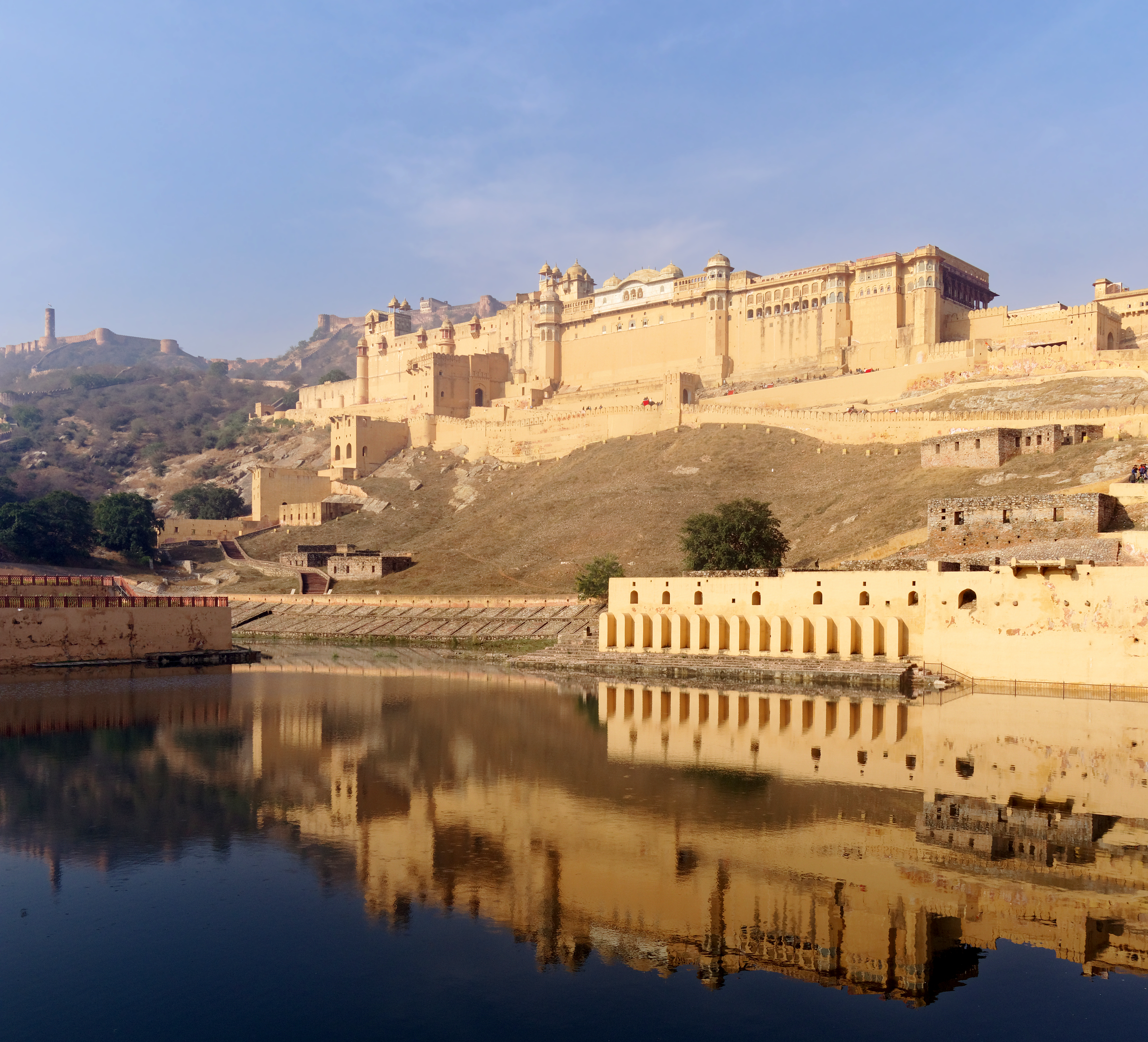
Forte Amer, luogo natale di Mariam

Il nome di nascita di Mariam non è noto, a causa della ritrosia dei cronisti Moghul a scrivere delle sue origini indù. I nomi con cui è comunemente conosciuta e che furono usati nelle cronache coeve, Mariam-uz-Zamani e Wali Nimat Begum, sono nomi e/o titoli onorifici che le furono assegnati da Akbar dopo il matrimonio, mentre Jodha Bai è un nome improprio usato a partire dal XIX secolo. Fonti postume di varia provenienza le attribuiscono un gran numero di presunti nomi di nascita, fra cui Harkhan Champavati, Harkha Bai, Jiya Rani, Maanmati Bai, Harika Bai, Hira Kunwari, Heer Kunwari, Shahi Bai e Shahi Begum. Nei decreti pubblici, era solitamente chiamata "figlia di Bharmal" o "sorella di Bhagwant Das", a causa della volontà di Akbar che i nomi delle donne della famiglia imperiale non fossero pronunciati in pubblico per preservarne la sacralità, imponendo invece di usare perifrasi che si riferissero alla parentela o al luogo di nascita.
Nel 1564, due anni dopo il matrimonio, Akbar la ribattezzò col nome islamico Wali Nimat Begum (letteralmente "Benedizione divina"), mentre il nome Mariam-uz-Zamani (letteralmente "Maria del suo tempo", col significato inteso di "compassionevole"), le fu dato nel 1569 in occasione della nascita del figlio Salim (futuro imperatore Jahangir), ed è quello solitamente utilizzato nelle cronache Moghul, mentre ufficialmente utilizzava la titolazione completa di Wali Nimat Mariam-uz-Zamani Begum Sahiba. L'uso del nome Mariam come riferimento alla madre di Gesù, unito alla mancanza di dettagli sulla sua origine etnico-religiosa, è stato per un certo periodo ritenuto la prova della sua origine cristiana, tuttavia anche le popolazioni islamiche usano Mariam come nome proprio, senza contare che Maria è l'unica donna il cui nome è citato nel Corano, dove è definita la più grande delle donne. A riprova di ciò, anche ad Hamida Banu Begum, madre di Akbar, fu conferito un titolo simile, quello di "Mariam Makani". La scoperta della cronaca Moghul scritta da Abul Fazl, il Khulasat-ut-Tawarikh, dove veniva specificata l'origine indù di Mariam, pose fine alle speculazioni, ma non prima che Edmund Smith, orientalista del XIX secolo, facesse aprire la sua tomba per verificare la presenza di simboli cristiani, di cui non trovò traccia.
Oltre ai nomi elencati, portava i titoli di Mallika-e-Muezamma (letteralmente "esaltata imperatrice"), Mallika-e-Hindustan (letteralmente "imperatrice dell'Hindustan") e Shahi Begum (letteralmente "signora imperatrice").
Tuttavia, il nome con cui è più conosciuta nella modernità è quello di Jodha Bai, usato per la prima volta negli scritti di James Tod, orientalista e ufficiale della Compagnia delle Indie Orientali, a inizio XIX secolo. Il nome è tuttavia errato, perché implica una parentela coi Rajput di Jodhpur piuttosto che con quelli di Amer (attuale Jaipur), e si ritiene che Tod abbia confuso la moglie di Akbar con una di quelle di suo figlio Jahangir, Jagat Gosain, figlia di Raja Udai Singh di Jodhpur.

## Biografia

### Origini e primi anni

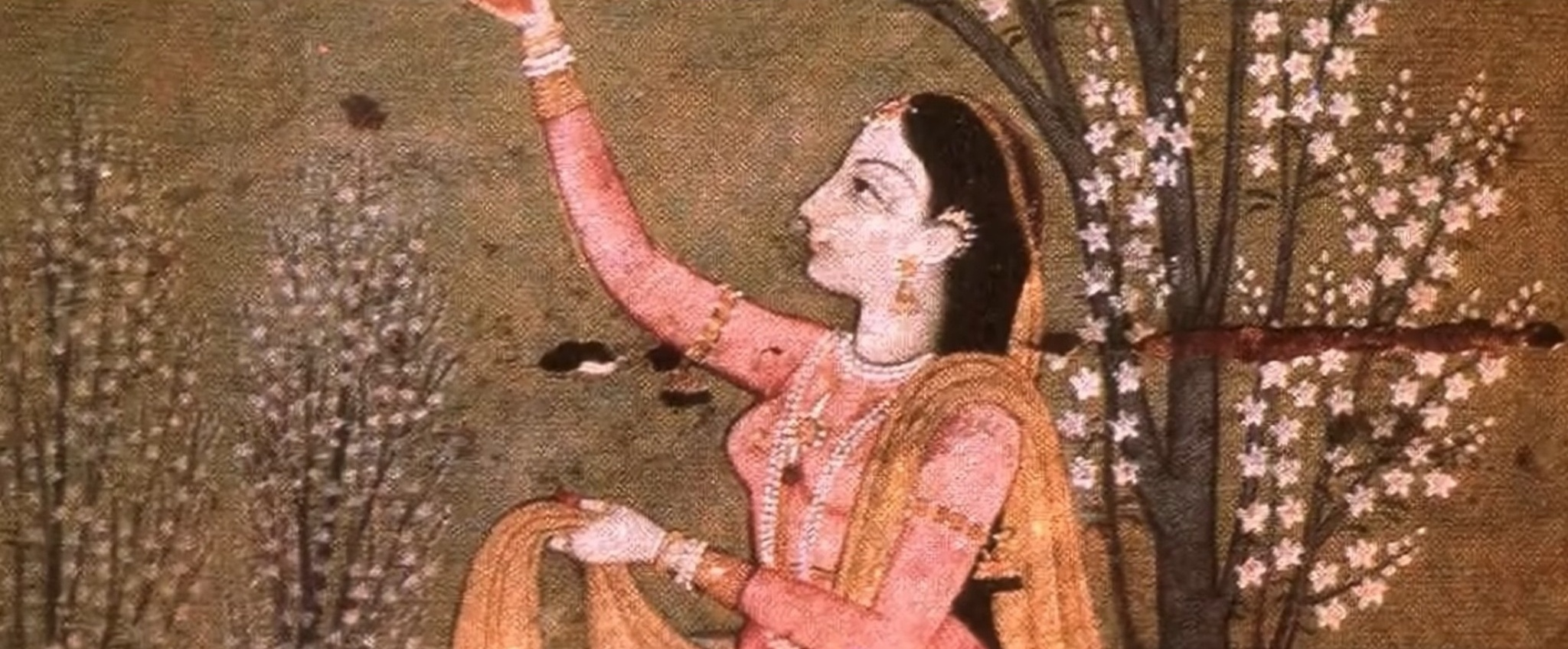

Mariam nacque nel 1542 nel regno di Amer, da Raja Bharmal, un nobile Rajput di Kachwaha noto anche come Bihar Mal, figlio di Prithviraj Singh I e Apurva Devi, figlia di Rao Lunkaran, e da sua moglie Rani Champavati, figlia di Rao Ganga Solanki.
Nel 1561, il padre di Mariam era in aperto conflitto con Sharifuddin Hussain Mirza, il quale era sposato con una sorellastra di Akbar, Bakshi Banu Begum. Bharmal aveva già consegnato a Sharifuddin come garanzia suo figlio Jagannath e due nipoti, Raj Singh, figlio di Askaran, e Khangar, figlio di Jagmal, ma Sharifuddin continuava a minacciare di marciare sulle sue terre. Bharmal si rivolse quindi ad Akbar, a cui offrì in moglie la figlia in cambio di una sua mediazione col cognato affinché si giungesse a un accordo pacifico. Akbar accettò, secondo la tradizione dopo aver avuto una visione a Ajmer Sharif, dove aveva pregato sulla tomba di Moinuddin Chishti. Così, il 6 febbraio 1562, ad Agra, venne celebrato il matrimonio, che rese Mariam la prima nativa indiana e la prima indù a divenire moglie di un imperatore Moghul, nonché la quarta consorte di Akbar in generale.

### Imperatrice Moghul

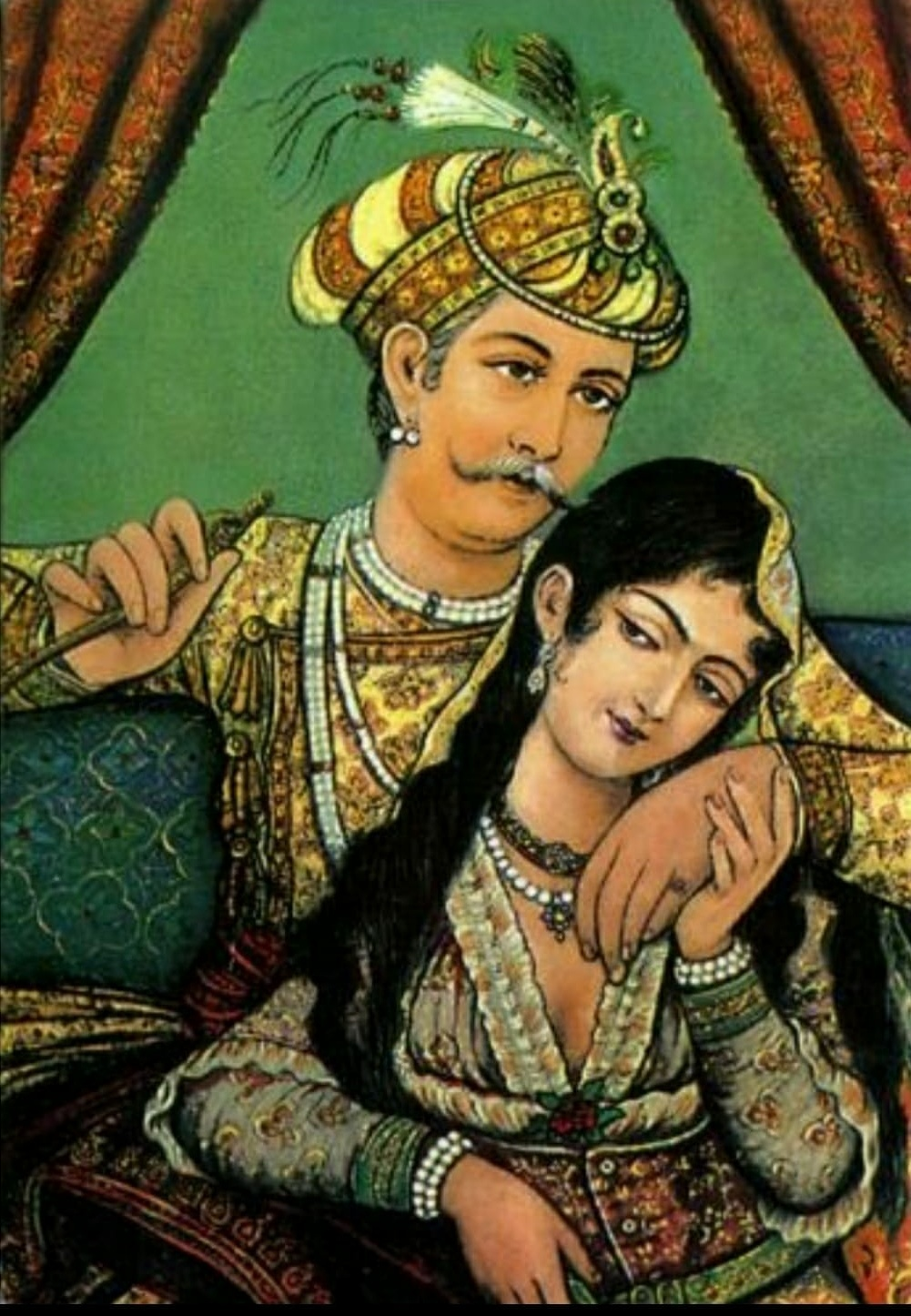
Ritratto di Akbar e Mariam

Nata inizialmente come un'alleanza politica, l'unione fra Akbar e Mariam si trasformò presto in un legame anche affettivo. Elevata al rango di consorte favorita, Mariam divenne un pilastro della corte quando diede ad Akbar i primi figli maschi, due gemelli non sopravvissuti nel 1564 e poi il principe Salim nel 1569, che divenne l'erede presunto al trono. La stabilità della sua posizione le diede il margine politico necessario per influenzare la politica del marito, soprattutto in campo religioso, divenendo il simbolo del nuovo corso di tolleranza culturale e religiosa nell'Impero Moghul. Dopo il matrimonio, Mariam non si convertì all'Islam, mantenne la sua religione e Akbar le concesse di mantenere un piccolo santuario nel Palazzo imperiale, e occasionalmente si univa a lei nel celebrare le festività indù.
Akbar mostrò il rispetto che nutriva per Mariam anche nel modo in cui trattò i suoi parenti acquisiti, non come vassalli ma come alleati paritari e membri di alto rango della corte. Dei ventisette Rajput Mansabdar elencati da Abu'l-Fazl, tredici erano parenti di Mariam e alcuni avevano incarichi pari o superiori a quelli dei principi del sangue. Subito dopo il matrimonio, il padre di Mariam venne promosso a comandante di cavalleria, con 5 000 uomini al suo comando, il grado più alto che un nobile di corte poteva detenere, e nel 1585 lo stesso onore fu concesso a suo fratello Bhagwant Das, insieme al titolo di Amir-ul-Umra. Al figlio di Das, Man Singh I, furono concessi 7 000 uomini, numero mai visto prima e che in seguito fu concesso solo al fratello di latte di Akbar, Mirza Aziz Koka, oltre al titolo di "figlio spirituale". Nel 1569, Akbar e Mariam, all'epoca incinta di quattro mesi, visitarono la famiglia di lei ad Amer, dove soggiornarono per un mese e mezzo. Akbar si occupò anche di organizzare le nozze della sorella minore di Mariam, Sukanya Bai, il cui promesso era morto nella battaglia di Paronkh nell'ottobre 1582, dopo averla adottata come figlia. Il 13 febbraio 1585, la nipote di Mariam, Manbhawati Bai, sposò suo figlio Salim, venendo in seguito ribattezzata Shah Begum. In segno di rispetto, Akbar portò per un tratto il palanchino della sposa e le assegnò doni per dodici lakh di rupie. Manbhawati divenne in seguito madre del nipote favorito di Akbar, Khusrau Mirza. Mariam visitava spesso la casa dei suoi ad Amer, un privilegio solitamente negato alle consorti, ad esempio, quando suo fratello Bhopat morì durante la battaglia di Sarnal, Mariam tornò a vivere coi genitori fino alla fine del lutto. L'influenza dei Rajput raggiunse l'apice durante il regno di Akbar, ma dipendeva esclusivamente dalla posizione di Mariam: quando lei, dopo la morte del marito nel 1605, si ritirò a vita privata, i Rajput persero la maggior parte del loro potere, senza più riconquistarlo.
Dopo il matrimonio, a Mariam non fu richiesto di convertirsi all'Islam e le fu permesso mantenere la propria religione. Particolarmente devota a Krishna e Shiva, Akbar commissionò per lei due templi, uno all'interno del palazzo imperiale e uno, il tempio di Nilkanth, a Madhya Pradesh, che fondeva caratteristiche architettoniche indù e islamiche e il cui Palazzo annesso divenne il rifugio preferito dell'imperatore Jahangir. Pare inoltre che, occasionalmente, Akbar si unisse alla consorte nella celebrazione della Pooja. Oltre alla religione, Mariam mantenne anche altri aspetti della sua cultura, ad esempio l'abbigliamento, che, sebbene giudicato eccessivamente ricco e sensuale dato l'uso di tessuti trasparenti e profusioni di gioielli massicci e preziosi, in pochi anni si diffuse a tutta la corte.
Il 19 ottobre 1564, ad Agra, Mariam partorì due gemelli maschi, Hassan e Hussain, i primi eredi dell'imperatore. Akbar, che aveva raggiunto la consorte dieci giorni prima per presenziare alla nascita, ordinò grandi festeggiamenti e la onorò col nome di Wali Nimat Begum. Purtroppo, entrambi i neonati morirono entro due settimane. Per consolare Mariam, Akbar la portò con sé in campagna e cercò il consiglio di Salim Chisti, un noto santone di Fatehpur Sikri, che predisse ad Akbar la successiva nascita di tre maschi sani che sarebbero vissuti fino a tarda età.
Tuttavia, negli anni seguenti nessuna delle consorti di Akbar rimase incinta, tanto che lui e Mariam si recarono in pellegrinaggio a Ajmer Sharif Dargah per pregare per un erede, percorrendo il cammino a piedi nudi. Finalmente, alla fine del 1568, Mariam rimase nuovamente incinta. L'intera corte si augurava che il bambino fosse il primo dei tre figli promessi, e durante la gravidanza venne presa ogni precauzione. Nell'ultimo trimestre, Mariam fu mandata a risiedere nel palazzo di Rang Mahal a Fatehpur Sikri, così che potesse beneficiare della vicinanza di Salim Chisti. In più, quando durante una caccia al ghepardo il bambino smise bruscamente di scalciare nella pancia di sua madre, Akbar fece voto solenne di non cacciare più giaguari di venerdì, giorno sacro all'Islam, in cambio della salute del bambino. Sia Akbar che Jahangir mantennero il voto per tutta la vita.

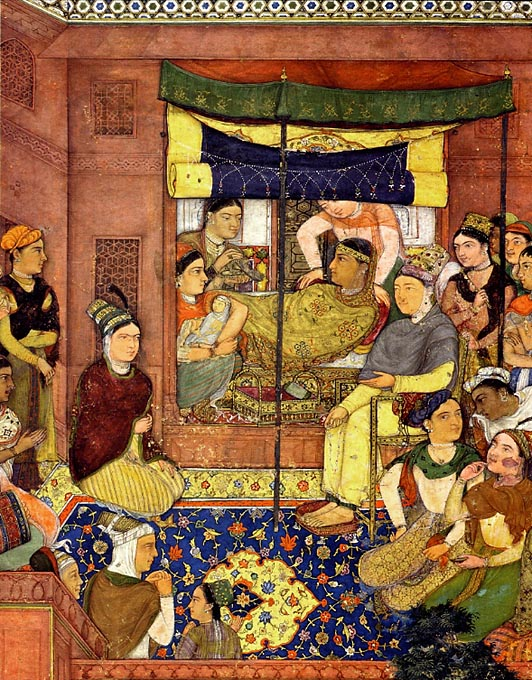
Rappresentazione della nascita del principe Salim Jahangir. Accanto a Mariam, stesa a letto, diede sua suocera, Hamida Banu Begum

Infine, il 31 agosto 1569, a Sikri, Mariam partorì un maschio che venne chiamato Salim, in onore del santone. Akbar ne celebrò la nascita con sette giorni di festa e rilasciando tutti i prigionieri della città. Akbar avrebbe voluto vedere il figlio immediatamente, ma gli astrologi di corte lo convinsero a rispettare la tradizione dell'Hindustan, che prevedeva che il padre vedesse il figlio solo dopo quaranta giorni. Al quarantunesimo, Akbar onorò la consorte con gioielli d'oro e il titolo di Mariam-uz-Zamani, mentre concesse ai suoi parenti vesti d'oro di valore inferiore solo a quelle dei membri della famiglia imperiale.
Sembra che Mariam non ebbe altri figli biologici, ma Akbar in seguito le affidò due dei figli che generò dalle sue concubine, Daniyal Mirza (nato nel 1572) e Firoze Khanum (nata nel 1575).
Con la nascita dell'erede, il potere e l'influenza di Mariam crebbero in maniera significativa. Descritta come una donna amabile e intelligente, ma anche vivace, carismatica, avventurosa e con una passione per l'ignoto, si guadagnò l'affetto del popolo, sia mussulmano che indù, grazie alle sue doti e alla sua munificenza, che si manifestava tramite grandi elargizioni di elemosine a ogni festa. Era una delle poche donne autorizzate a parlare riguardo alle questioni di corte, e l'unica che osasse contraddire Akbar in pubblico: in un'occasione, quando l'ordine di Akbar di indagare sull'omicidio di un bramino da parte di un cortigiano mussulmano fu disatteso, Mariam lo rimproverò in pubblico per la sua mancanza di reazione.
Fu un fattore importante nelle politiche religiose e culturali di Akbar, promuovendo il secolarismo, la tolleranza religiosa e il multiculturalismo all'interno dell'Impero Moghul. La sua influenza su Akbar in questo campo fu ampia, avvicinandolo notevolmente alle pratiche indù. Oltre a unirsi a lei nelle sue preghiere, Akbar smise di mangiare carne bovina in osservanza al precetto indù che considera la vacca un animale sacro, così come aglio e cipolle, cibi considerati impuri, e smise di portare la barba, contravvenendo uno dei principi dell'Islam, e favorì coloro che lo imitarono in ciò. Ordinò inoltre che la corte si alzasse in piedi quando venivano celebrate le preghiere indù o venivano accese candele agli dei. Il diffondersi di pratiche indù a corte fu apertamente osteggiato, soprattutto ma non solo dagli ulema. Anche l'harem fu riorganizzato per aderire maggiormente ai dettami tradizionali indù, implementando una rigidissima divisione fra uomini e donne in precedenza sconosciuta. Alcuni hanno inoltre sottolineato che Akbar incluse fra i suoi simboli il sole, che era anche l'emblema della famiglia di Mariam.
Akbar commissionò per lei un palazzo in ogni città dove risiedeva di solito. Ad Agra, Mariam risiedeva nel Jahangir Mahal, mentre a Fatehpur Sikri, dove la corte si trasferì nel 1571, nel Jodha Bai Mahal. Ciascuno di questi palazzi, situati all'interno della zenana, erano costruiti in modo da fondere diverse tradizioni architettoniche indiane e persiane-Moghul,  includevano un tempio per le pratiche religiose di Mariam ed erano collegati tramite passaggi nascosti all'ala principale, dove risiedeva Akbar. Nel 1574, le costruì un ulteriore palazzo a Mandu, l'Imarat-i-Dilkhusha, a cui era annesso un tempio, detto Nilkanth, dove si era soliti festeggiare il compleanno del principe Salim.
Mariam aveva anche un legame fortissimo con suo figlio Salim, il quale nel 1605, morto Akbar, salì al trono come l'imperatore Jahangir. Jahangir era solito rivolgersi a sua madre con l'epiteto di "Hazrat", solitamente usato per i monarchi e i profeti islamici, ed era sempre la prima che salutava, con il rituale completo di tripli inchini denominato "Korunish, Sajda e Taslim". Inoltre, era solito omaggiarla portandone a spalla il palanchino. Infine, la maggior parte delle celebrazioni del regno di Jahangir si svolgevano in uno dei palazzi di Mariam, inclusi: i suoi compleanni, le pesate rituali dei principi, il matrimonio di Jahangir con la nipote di Mariam, il matrimonio di suo figlio Parviz Mirza con la figlia di Murad Mirza e la cerimonia dell'henné della figliastra Ladli Begum.
Tuttavia, il rapporto di Salim con suo padre era invece piuttosto turbolento e più volte Mariam si trovò divisa fra la lealtà a suo marito e l'amore per suo figlio. Nel 1603, Akbar propose di inviare Salim a guidare una spedizione punitiva contro Rana Amar Singh, nel Rajasthan, ma Salim era sospettoso delle vere motivazioni di suo padre e rifiutò di ubbidire, e ci volle l'intervento di Mariam e della sua co-moglie Salima per convincere Akbar a rinunciare al suo proposito. Tuttavia, poco più tardi Salim entrò in guerra aperta con suo padre, e ancora una volta fu la mediazione delle tre mogli principali di Akbar Mariam, Salima e Ruqaiya, a impedire una guerra civile. Mariam e Salima si adoperarono anche per ottenere il rilascio di Salim dagli arresti domiciliari a cui il padre lo aveva sottoposto per punirlo del suo abuso di alcool e droghe.
Alla fine del regno di Akbar, Mariam era la donna più ricca e potente dell'Hindustan, venendo onorata anche da sovrani stranieri con doni e ambasciate, ed era proprietaria di terreni e attività in tutto il paese. Manteneva una vera e propria corte personale e una rete di agenti e consulenti che "replicava in miniatura il ministero delle Finanze imperiale. Delle quattro consorti maggiori di Akbar, era l'unica a detenere formalmente un comando militare, con 12.000 uomini a suo servizio, numero pari a quello di Akbar, e fu l'unica donna Moghul per la quale fu decretato che, ogni anno, in occasione di Capodanno, fosse onorata con un gioiello da ogni personalità dell'Impero.
Fu fra le poche donne Moghul autorizzata a emettere Farman, decreti imperiali, un onore che condivise con donne del calibro di Nur Jahan e Mumtaz Mahal. Aveva autorità di prendere decisioni in certi campi, fra cui sviluppo edilizio, costruendo giardini, pozzi e moschee, nelle organizzazioni dei pellegrinaggi a La Mecca, che erano sua esclusiva responsabilità, e dell'istruzione, con diversi progetti dediti all'alfabetizzazione del popolo.
Dopo la morte di Akbar nel 1605, suo figlio Jahangir salì al trono e Mariam divenne l'allegata principale di Khusrau Mirza, il suo favorito fra i figli di Jahangir. Così com'era stato fra Jahangir e Akbar, Khusrau era in conflitto con suo padre e Mariam, insieme a Salima Begum, a Shakrunnissa Begum e alle sorelle di Jahangir s'impegnarono perché avesse salva la vita, mentre Nur Jahan, favorita di Jahangir, premeva invece per la sua esecuzione oppure perché le venisse affidata la tutela sul ragazzo, così da aprire la strada per il trono a Shah Jahan, il quale era sposato con la nipote di Nur.

### Morte

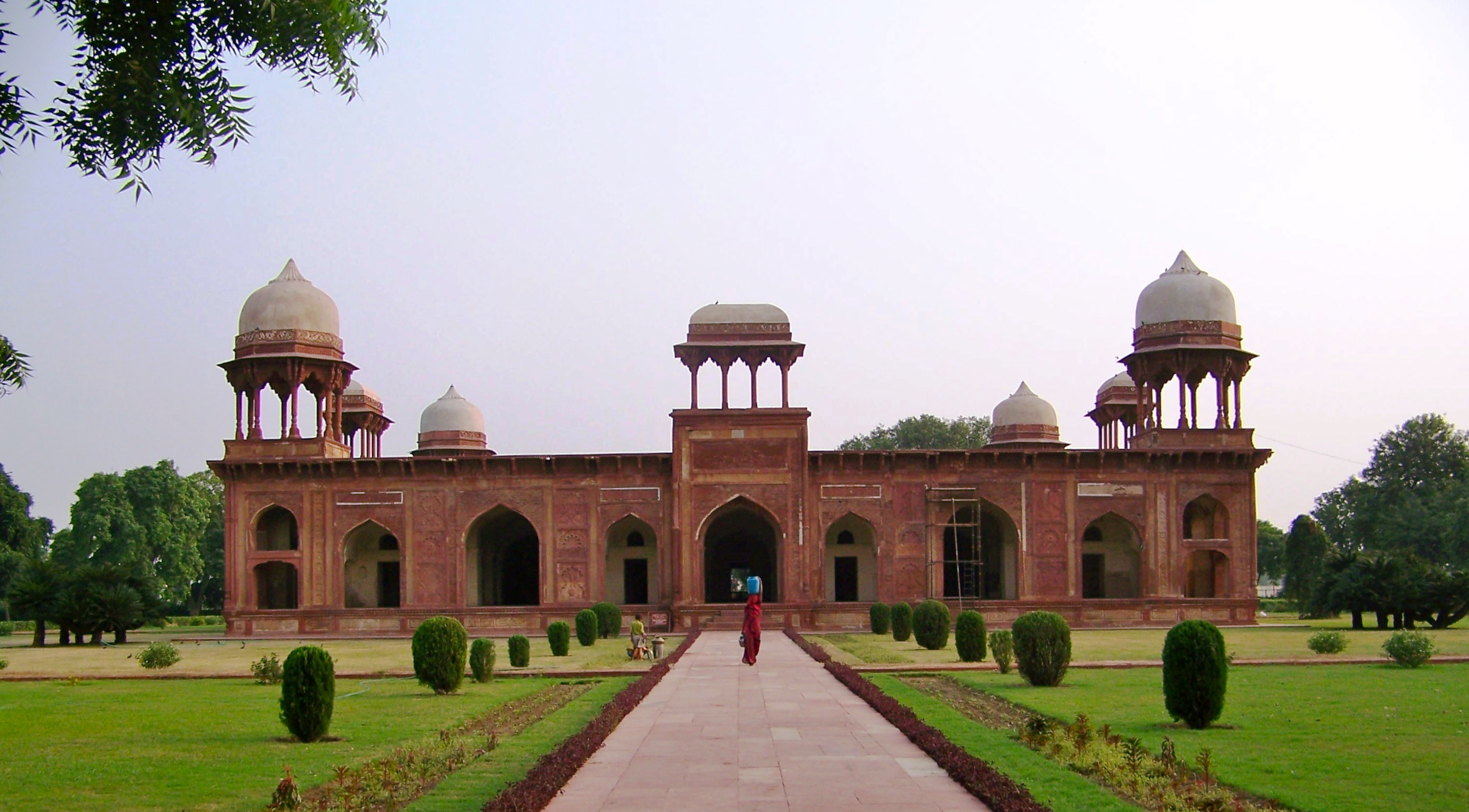
Veduta esterna del mausoleo di Mariam-uz-Zamani

Dopo la morte di Akbar, Mariam rinuncio a gran parte dei suoi doveri pubblici e si ritirò a vita privata, limitandosi a intervenire in questioni interne di corte. Con il suo ritiro, l'influenza Rajput iniziò a erodersi fino a scomparire del tutto.
Mariam morì ad Agra il 19 maggio 1623. Le cause non sono note, ma le memorie di suo figlio annotano che dal 1616 la sua salute era in declino e appariva fragile e anziana.
Ricca e onorata, fu sepolta in un mausoleo a suo nome eretto a poche centinaia di metri da quello di Akbar, commissionato da Jahangir e completato nel 1627. È l'unica delle sue consorti a essere stata sepolta nella stessa zona e in un mausoleo artisticamente e per dimensioni paragonabili, probabilmente perché il figlio di Mariam era salito al trono e desiderava onorare sua madre.

## Discendenza
Da Akbar, Mariam ebbe almeno tre figli:
- Hassan Mirza (19 ottobre 1564 - 5 novembre 1564). Nato e morto ad Agra, gemello di Hussain.
- Hussain Mirza (19 ottobre 1564 - 29 ottobre 1564). Nato e morto ad Agra, gemello di Hassan.
- Salim Mirza (1569 - 1627). Divenne imperatore col nome di Jahangir.

Inoltre, adottò due degli altri figli di Akbar, nati da ignote concubine:
- Daniyal Mirza (1572 - 1605).
- Firoze Khanum (nata nel 1575).

## Attività economiche

### Imprenditrice

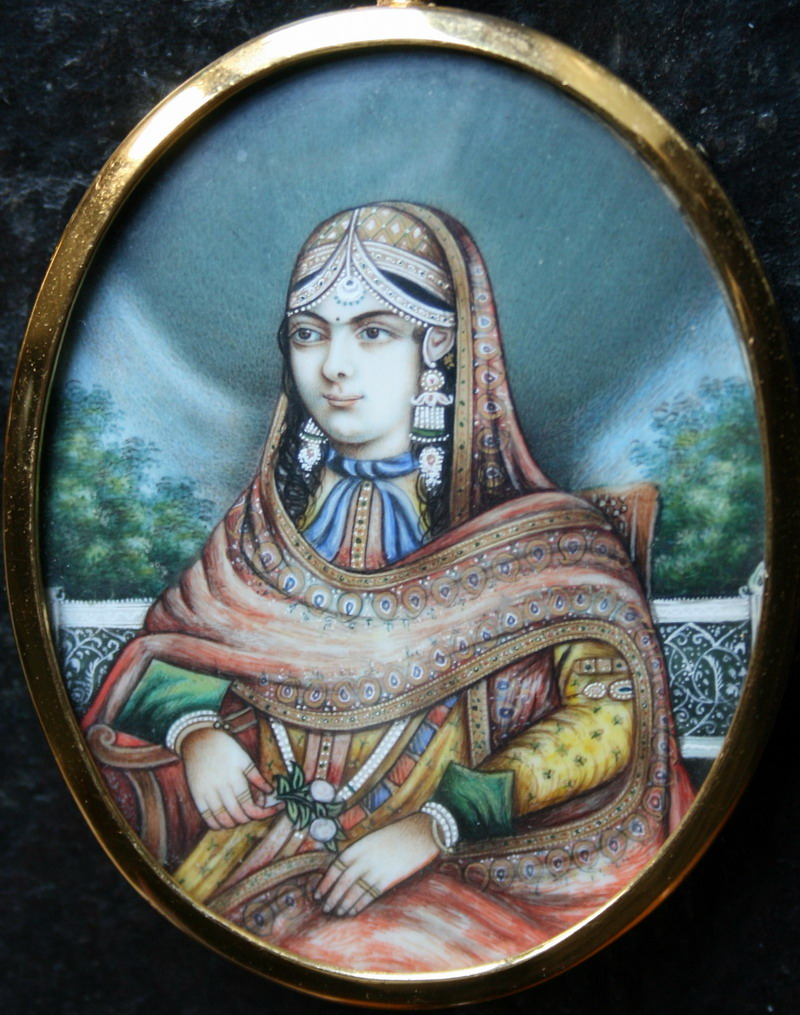
Schizzo a colori di Mariam-uz-Zamani, XIX secolo

Mariam-uz-Zamani è nota come la prima donna indiana di cui è documento il coinvolgimento in attività commerciali, sia interne che esterne all'impero Moghul. Era finanziatrice di un'attività di costruzione navale che si occupava di trasportare da e verso La Mecca pellegrini, sete e spezie. Era sostenuta nei suoi sforzi da Akbar, che le fornì denaro e risorse. Dirigeva personalmente le sue attività, viaggiando nelle varie città marittime lungo le coste: nel 1595, è registrato un suo incontro con il gesuita portoghese Benedict Goes, appena sbarcati in India. Dopo di lei, il suo lascito fu portato avanti dalla nuora Nur Jahan e la nipote Jahanara Begum.
Mariam fu la prima a incentivare la costruzione di navi commerciali di grandi dimensioni ed era la proprietaria e la padrona dell'ammiraglia della flotta, la Rahimi (poi ricostruita come la Ganj-i-Sawai). L'influenza di Mariam fu infine essenziale nel convincere Akbar della necessità di una marina militare imperiale, sostenendo che, senza, non avrebbe potuto competere con gli eserciti stranieri: un concetto fino ad allora sconosciuto ai Moghul, che provenivano dal Turkmenistan e dall'Afghanistan, entrambi paesi privi di sbocchi sul mare.

### Conflitto con la Compagnia delle Indie Orientali
Fra la fine del 1610 e l'inizio del 1611, una delle navi di Mariam doveva salpare da Bayana per Mocha dopo aver acquisito un carico di indaco. Tuttavia, un mercante inglese, William Finch, a servizio dell'ambasciatore della Compagnia delle Indie Orientali William Hawkins, ospite dell'imperatore Jahangir, offrì per la merce un prezzo maggiore, assicurandosi l'affare. Il gesto fu percepito come una grave offesa, in quanto nessun indigeno avrebbe osato mandare a monte un affare condotto dall'imperatrice madre. Mariam pretese giustizia dal figlio, il quale fece torturare Hawkins sottratto beni all'imperatrice. Il mercante rispose che aveva bisogno dell'indaco per offrirlo ai gesuiti di stanza lì, in cambio di un passaggio per l'Inghilterra per sé e sua moglie.
L'incidente danneggiò gravemente gli interessi della Compagnia: i mercanti locali rifiutarono di fare affari con loro, come annotò il comandante Jourdain, e Finch fu infine costretto a vendere l'indaco ad Aleppo, in Siria, dopo aver fallito nel venderlo a Lahore e in altre località indiane. Tornato in Inghilterra, dichiarò che a suo parere commerciare con i locali era inutile.

### Conflitto coi portoghesi
Oltre che con gli inglesi, l'impresa commerciale di Mariam finì per scontrarsi anche coi portoghesi, la cui presenza, pacifica fino all'inizio del regno di Jahangir, era divenuta turbolenta a causa della rivalità con gli inglesi, da poco insediati in zona.
Il 1º febbraio 1609, i portoghesi sequestrarono una delle navi diretta a Mocha, minacciando di dirottarla verso Diu se non fosse stato pagato loro un riscatto di 100.000 riall, anche se alla fine si accontentarono di un pagamento simbolico di circa 1.000 riall. Pochi anni dopo, nel settembre 1613, i portoghesi catturarono e incendiarono l'ammiraglia Rahimi, che pure era munita del necessario lasciapassare portoghese, dopo averne sequestrato il carico, valutato 100.000 sterline (mezzo miliardo di rupie attuali) e sequestrato i 700 uomini a bordo, che furono sbarcati a Goa. Jahangir inviò quindi un suo delegato, Muqarrab Khan, con l'ordine di interrompere il commercio portoghese a Surat e ad assedirne la città di Daman. Le chiese gesuite furono chiuse e le indennità concesse al clero portoghese sospese. La risposta di Jahangir è storicamente degna di nota perché fu l'unico atto di pirateria europea a suscitare una reazione da parte dell'imperatore, mentre sia in precedenza che in seguito tali atti furono ignorati o assecondati. I portoghesi si offrirono di ripagare la nave e di concedere lasciapassare aggiuntivi, a patto di decretare l'espulsione degli inglesi, ma l'accordo non andò in porto, e l'intero incidente contribuì a rafforzare la presenza inglese in India.

### Dopo la perdita dellaRahimi
Anche dopo la perdita della Rahimi, Mariam continuò a portare avanti la sua impresa navale, ordinando la costruzione di una nuova e più grande ammiraglia, la Ganj-I-Sawai, che vantava 62 cannoni e un equipaggio di 400 uomini. Occasionalmente, le sue navi vennero ancora prese di mira da pirati, ma l'esperienza coi portoghesi fu di monito agli inglesi, che in numerose occasioni, come nel 1617, usarono le navi della Compagnia per scortare o salvare le navi indiane, consci che un incidente a opera di corsari inglesi avrebbe potuto precludere loro l'accesso al lucroso mercato Moghul.

## Patrona dell'architettura
Mariam si distinse come un'importante mecenate dell'architettura. Fra i suoi progetti più noti, la Moschea Shahi Begum, la prima di Lahore in stile Moghul, e il Baoli di Bayana, nel distretto di Brahambad, un complesso che includeva un pozzo a gradini e un giardino pubblico. Progettò anche l'area verde intorno al mausoleo di Akbar, sulla quale sorge la sua stessa tomba, e l'ingresso della fortezza di Lahore, noto come Masjidi Darwaza e oggi contratto in Masti Darwaja.

### Moschea Shahi Begum
La moschea di Shahi Begum, inizialmente chiamata Moschea di Mariam Zamani, venne costruita nel 1614, lungo il muro est del forte di Lahore. È la più antica moschea Moghul del Pakistan e la prima costruita durante il regno di Jahangir.
La Moschea è eccezionale dal punto di vista artistico per il suo ciclo di affreschi e per gli elementi decorativi di ispirazione iraniana, i più antichi dell'India. Il resto della struttura rappresenta una fusione di elementi timuridi e safavidi, rappresentando il primo esempio di moschea Moghul con una sala di preghiera a cinque campate che poi sarebbe divenuto un elemento distintivo delle successive moschee, mentre i soffitti decorati furono poi di ispirazione per quelli della tomba di Itimad-ud-Daula.
Come prima e per molti anni unica moschea della zona, fu un punto di riferimento religioso prima per la nobiltà e poi per il popolo, fin quando, nel XVIII secolo, venne trasformata in una fabbrica di polvere da sparo da Ranjit Singh.

### Baoli di Mariam-uz-Zamani

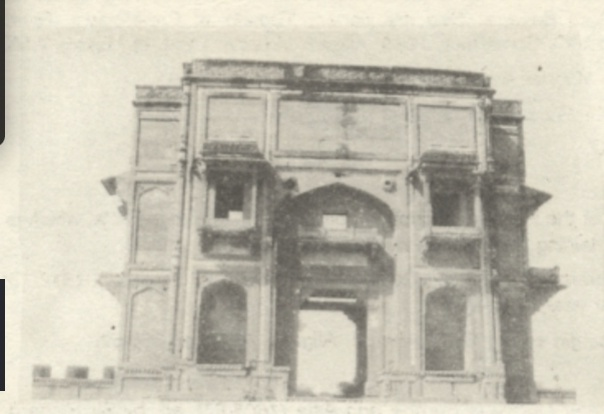
Ingresso del Baoli

Il complesso Baoli di Mariam Zamani venne costruito nel 1612 nel distretto Brahmabad di Bayana. Costato 20.000 rupie, fu visitato da Jahangir nel 1619 e dal viaggiatore inglese Peter Mundy.
Costruito in maniera simile a un palazzo, venne definito grandioso e uno dei migliori esempi del genere, il cui portale, alto due piani, rappresenta un esempio di architettura Moghul e influenze Rajput.

## Cultura popolare

### Letteratura
- Mariam è un personaggio del romanzo storico L'incantatrice di Firenze (2008), di Salman Rushdie.

### Film e serie TV
- Nel film Anarkali (1953), è interpretata dall'attrice Sulochana[128].
- Nel film Mughal-E-Azam (1960), è interpretata dall'attrice Durga Khote[129].
- Nel film Anarkali (1958), è interpretata dall'attrice Zohra Mirza
- Nel film Akbar Salim Anarkali (1978), è interpretata dall'attrice Jamuna
- Nel film La sposa dell'imperatore (2008), è interpretata dall'attrice Aishwarya Rai[130].
- Nella serie TV Jodha Akbar (2013), è interpretata dall'attrice Paridhi Sharma[131].
- Nella serie parodistica Har Mushkil Ka Hal Akbar Birbal (2014), è interpretata dall'attrice Delnaaz Irani[132].
- Nella soap opera Bharat Ka Veer Putra – Maharana Pratap (2013), è interpretata dall'attrice Tasha Kapoor
- Nea serie TV Dastaan-E-Mohabbat Salim Anarkali (2018), è interpretata dall'attrice Gurdeep Kohli[100].
- Nella serie parodistica Akbar Ka Bal Birbal (2020), è interpretata dall'attrice Aditi Sajwan[133].
- Nella serie TV Taj: Divided by Blood (2023), è interpretata dall'attrice Sandhya Mridul[134].